# 12 de agosto nos Jogos Olímpicos de Verão de 2008
12 de agosto foi o sexto dia de competições dos Jogos Olímpicos de Verão de 2008. Neste dia foram disputadas competições de vinte e três esportes.

## Esportes
| - Badminton - Basquetebol - Boxe - Canoagem - Esgrima - Futebol - Ginástica - Halterofilismo - Handebol - Hipismo - Hóquei sobre a grama - Judô | - Lutas - Natação - Pólo aquático - Remo - Saltos ornamentais - Softbol - Tênis - Tiro - Tiro com arco - Vela - Voleibol |

## Destaques do dia

### Canoagem
O togolês Benjamin Boukpeti fica em terceiro na prova do Slalom K-1 e conquista a primeira medalha olímpica da história de seu país.

### Esgrima
Zhong Man se torna o primeiro chinês a ganhar o ouro na esgrima olímpica ao vencer o francês Nicolas Lopez na final do Sabre individual masculino.

### Ginástica artística
Numa final acirrada, a China ganha o ouro na prova por equipes da Ginástica Artística masculina, ficando à frente de Japão, que conquistou a prata, e Estados Unidos, que chegou a comemorar o segundo lugar, mas terminou com o bronze.

### Natação
- 200 m livre masculino: Michael Phelps quebra o recorde mundial da prova e ganha sua terceira medalha de ouro nos Jogos. Seu compatriota Peter Vanderkaay fica com o bronze na prova.[4]

- 100 m costas masculino: o estadunidense Aaron Peirsol quebra o recorde mundial dos 100 m costas e sobre ao pódio ao lado de seu compatriota Matt Grevers.[5]

### GERAlemanha
A Alemanha conquista quatro ouros no mesmo dia (Alexander Grimm na Canoagem, Hinrich Romeike no CCE individual, a equipe do país no CCE por equipes e Ole Bischof no Judô) e salta do 19º para o 4º lugar no quadro geral de medalhas.

## Campeões do dia
| Modalidade         | Evento                                | Atleta(s)                                                                      | País                | Recorde | Ref.   |
| ------------------ | ------------------------------------- | ------------------------------------------------------------------------------ | ------------------- | ------- | ------ |
| Canoagem           | Slalom C-1 masculino                  | Michal Martikán                                                                | SVK Eslováquia      |         | [ 10 ] |
| Canoagem           | Slalom K-1 masculino                  | Alexander Grimm                                                                | GER Alemanha        |         | [ 11 ] |
| Saltos ornamentais | Plataforma 10 m sincronizado feminino | Wang Xin e Chen Ruolin                                                         | CHN China           |         | [ 12 ] |
| Hipismo            | CCE individual                        | Hinrich Romeike                                                                | GER Alemanha        |         | [ 13 ] |
| Hipismo            | CCE por equipes                       | Peter Thomsen, Frank Ostholt, Hinrich Romeike, Ingrid Klimke, Andreas Dibowski | GER Alemanha        |         | [ 13 ] |
| Esgrima            | Sabre individual masculino            | Zhong Man                                                                      | CHN China           |         | [ 14 ] |
| Ginástica          | Equipes masculinas                    | Huang Xu, Chen Yibing, Li Xiaopeng, Xiao Qin, Yang Wei, Zou Kai                | CHN China           |         | [ 15 ] |
| Judo               | Até 81 kg masculino                   | Ole Bischof                                                                    | GER Alemanha        |         | [ 16 ] |
| Judo               | Até 63 kg feminino                    | Ayumi Tanimoto                                                                 | JPN Japão           |         | [ 16 ] |
| Tiro               | Pistola livre 50 m masculino          | Jin Jong-oh                                                                    | KOR Coreia do Sul   |         | [ 17 ] |
| Tiro               | Fossa olímpica dublê masculino        | Walton Eller                                                                   | USA Estados Unidos  | OR      | [ 18 ] |
| Natação            | 100 m costas masculino                | Aaron Peirsol                                                                  | USA Estados Unidos  | WR      | [ 19 ] |
| Natação            | 200 m livre masculino                 | Michael Phelps                                                                 | USA Estados Unidos  | WR      | [ 20 ] |
| Natação            | 100 m costas feminino                 | Natalie Coughlin                                                               | USA Estados Unidos  |         | [ 21 ] |
| Natação            | 100 m peito feminino                  | Leisel Jones                                                                   | AUS Austrália       | OR      | [ 22 ] |
| Halterofilismo     | Até 69 kg masculino                   | Liao Hui                                                                       | CHN China           |         | [ 23 ] |
| Halterofilismo     | Até 63 kg feminino                    | Pak Hyon Suk                                                                   | PRK Coreia do Norte |         | [ 24 ] |
| Lutas              | até 55 kg masculino                   | Nazyr Mankiev                                                                  | RUS Rússia          |         | [ 25 ] |
| Lutas              | até 60 kg masculino                   | Islam-Beka Albiev                                                              | RUS Rússia          |         | [ 25 ] |

## Líderes do quadro de medalhas ao final do dia 12
| Ordem | País               | Medalha de ouro | Medalha de prata | Medalha de bronze |    |
| ----- | ------------------ | --------------- | ---------------- | ----------------- | -- |
| 1     | CHN China          | 13              | 3                | 4                 | 20 |
| 2     | USA Estados Unidos | 7               | 7                | 8                 | 22 |
| 3     | KOR Coreia do Sul  | 5               | 6                | 1                 | 12 |
| 4     | GER Alemanha       | 4               | 1                | 1                 | 6  |
| 5     | ITA Itália         | 3               | 4                | 2                 | 9  |